# Orant
Pour l’article ayant un titre homophone, voir Oran.

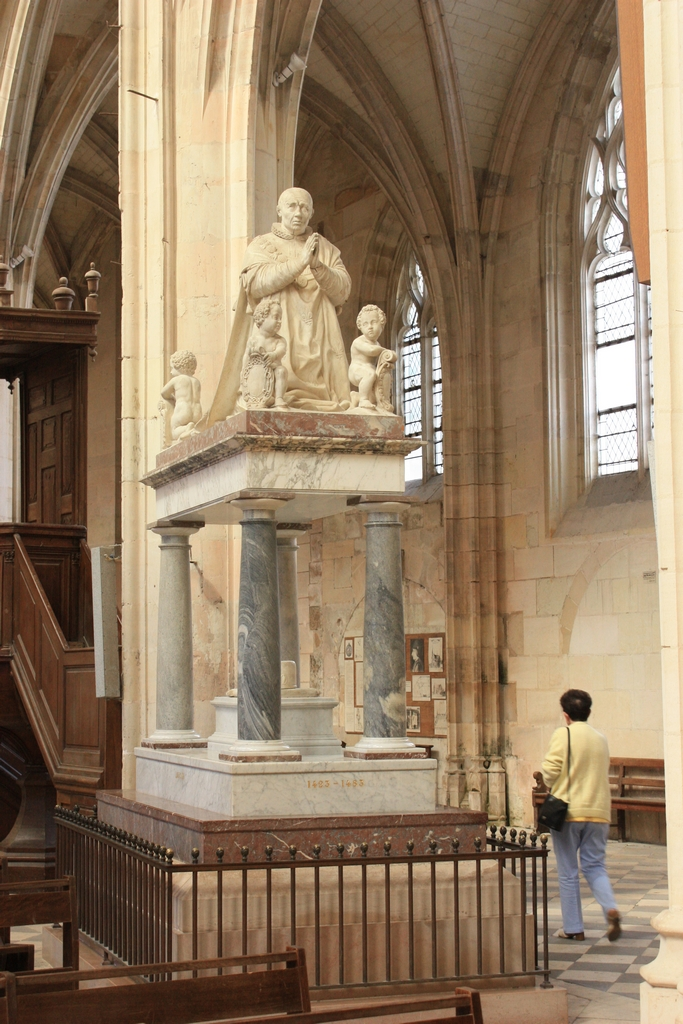
Premier exemple du tombeau d’un roi de France : Louis XI représenté en orant, revêtu de son costume de l’ordre de Saint-Michel et entouré de quatre anges.

Un orant (du latin ōrāre, « prier ») est une personne en prière.
Dans l'art chrétien, l'orant est un personnage représenté dans une attitude de prière, souvent agenouillé, les bras levés ou écartés, parfois devant un prie-Dieu. La réalisation est fréquemment une statue en ronde-bosse ou une sculpture en haut-relief qui met en scène un défunt ou des épisodes bibliques (iconographie de Noé, Daniel, Josias, trois jeunes Hébreux, sacrifice d'Isaac).

## Historique
Ce thème est courant dans l'art paléochrétien funéraire qui a pu s'inspirer de l'iconographie païenne représentant des personnages levant un ou deux bras en signe de prière. L'idée de prier dans cette position est cependant mentionnée dans l'Ancien Testament. Dans plusieurs Psaumes, l'orant demande pardon à Dieu.
Les figures d'orants sont nombreuses dans l'art funéraire du IIIe au Ve siècle, aussi bien païen que juif ou chrétien. On peut leur attribuer deux types de significations, selon les cas : soit une représentation symbolique de la piété, de la prière et de l'idée du sort réservé après la mort, soit une image personnalisée, un portrait du défunt en tant que personne pieuse. Les figures d'orants sont souvent féminines, les hommes étant plutôt représentés en philosophes. Après l'édit de Milan en 313, qui s'accompagne d'une politique impériale favorable aux chrétiens, les images ne sont plus confinées au monde funéraire et des orants se déploient sur les murs des édifices religieux.
Selon André Grabar, l'évolution de l'iconographie est la suivante : la figure symbolique laisse la place au portrait d'un bon chrétien, puis d'un saint. Les saints en position d'orant ont pour fonction d'intercéder en faveur des humains ; c'est le cas tout particulièrement de la Vierge, par exemple dans le type de la Vierge Blachernitissa dans le monde byzantin. L'âme étant féminine, elle est parfois représentée par une figure féminine lorsqu'elle s'échappe du corps du défunt, même si celui-ci est un homme.
L'orant médiéval représente souvent un défunt. Associé au gisant, c'est l'un des éléments de décoration d'un tombeau ou d'un enfeu.
La sculpture funéraire de l'orant remplace progressivement le gisant à partir du début XVIIe siècle tandis que la tombe à orant disparaît à la fin du XVIIIe siècle.
Dans les représentations de l'immaculée conception, Marie immaculée est parfois représentée en attitude orante.

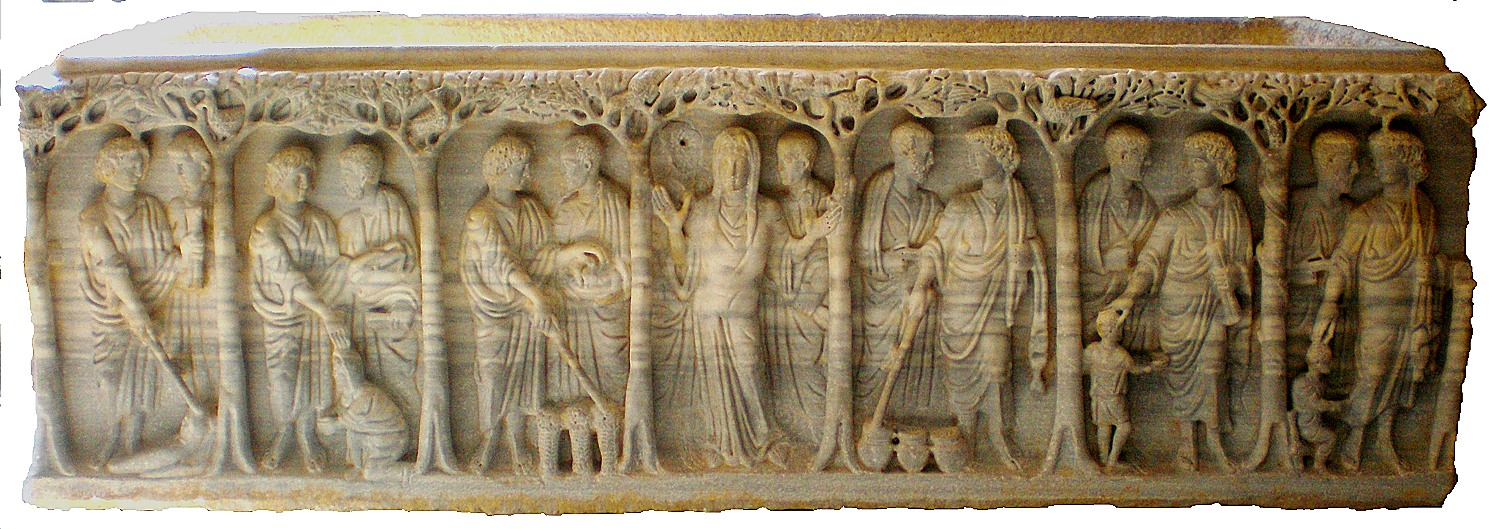
Sarcophage paléochrétien dit « de l'orante » (fin du IVe siècle).
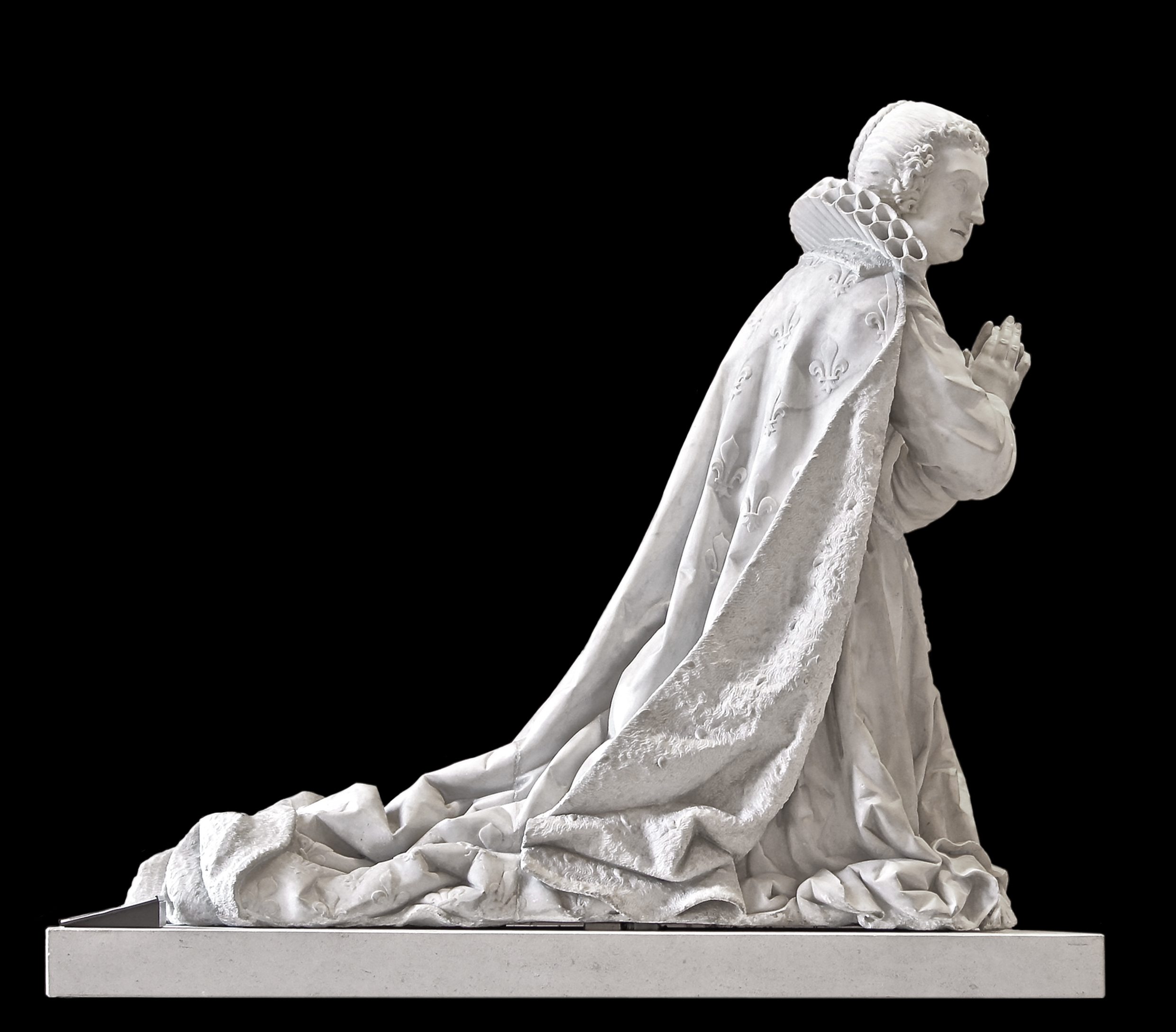
Statue orante d'une princesse de Condé (1629), musée du Louvre.
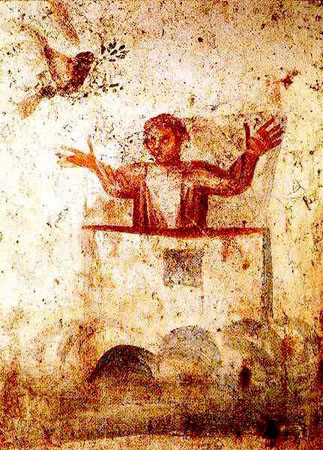
Une peinture chrétienne de Noé (2-4 ap. J.-C.).
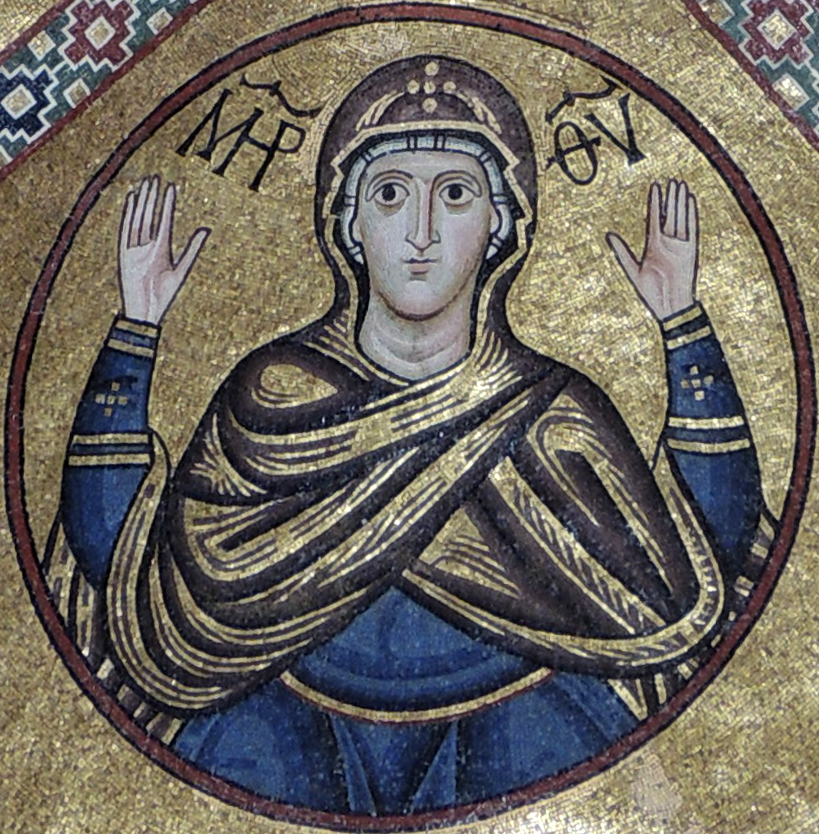
Vierge orante byzantine du monastère d'Osios Loukas.
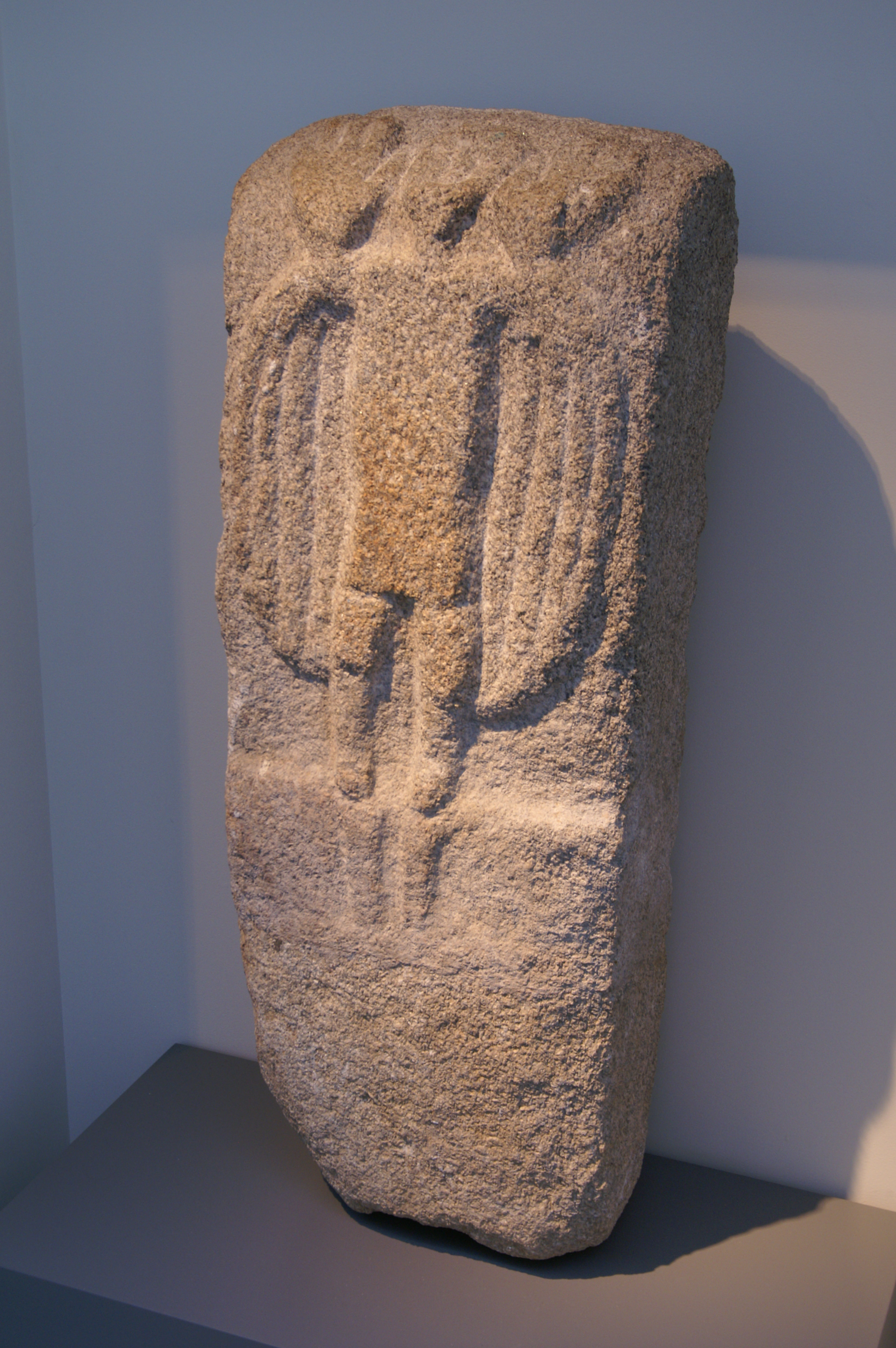
Stèle d'orant ailé provenant de la chapelle Saint-Guévroc de Tréflez conservée au musée de Bretagne (VIIIe siècle ou IXe siècle).
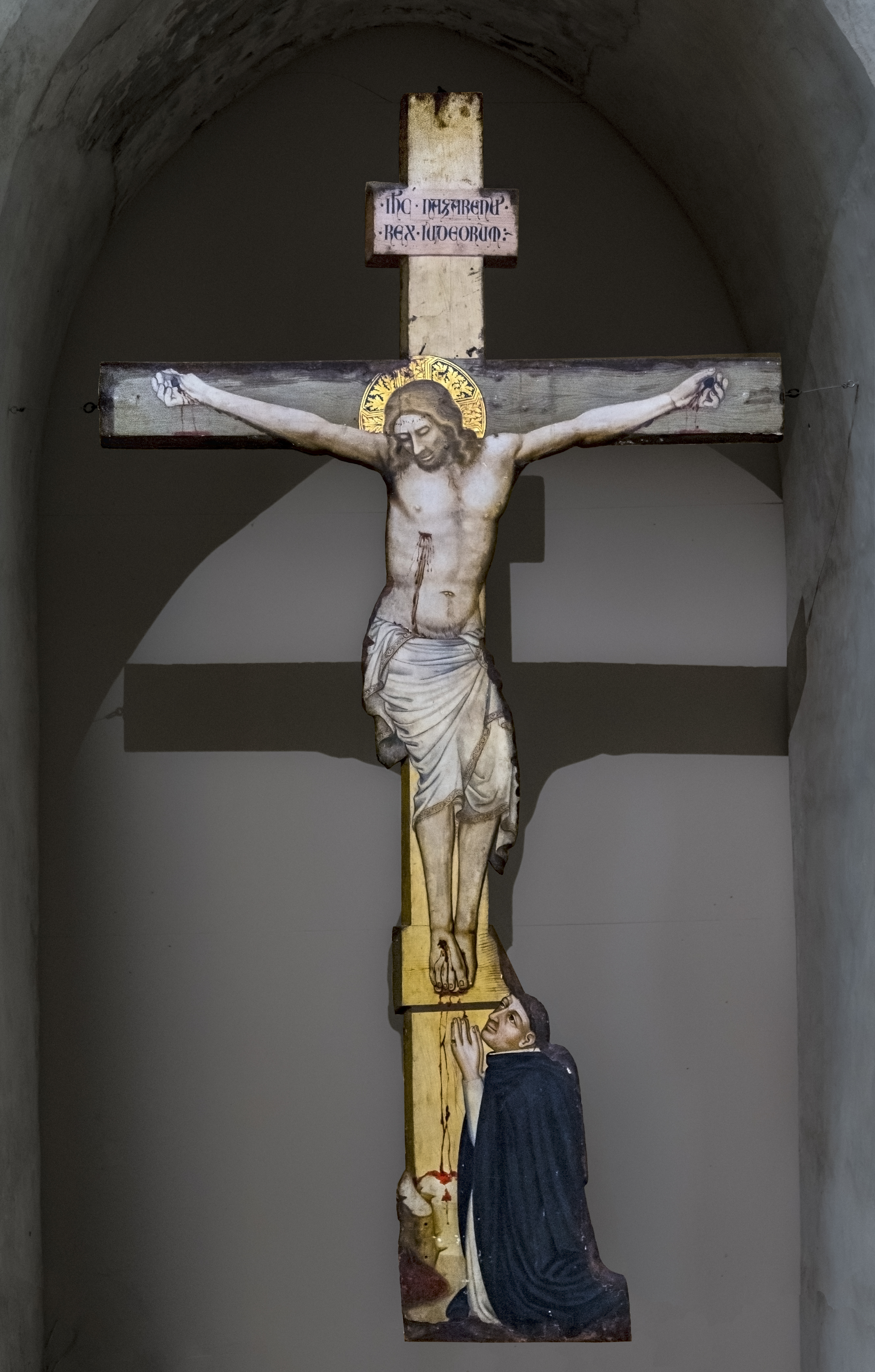
Christ en croix avec l'orant du cardinal Guilhem Peire Godin, musée des Augustins de Toulouse.